# كلوريد الكولين
كلوريد الكولين مركب عضوي صيغته الكيميائية [(CH3) 3NCH2CH2OH] Cl. إنه ثنائي الوظيفة ، يحتوي على ملح الأمونيوم الرباعي والكحول. الكاتيون هو مادة الكولين التي تحدث بشكل طبيعي. وهو ملح أبيض قابل للذوبان في الماء يستخدم بشكل أساسي في علف الحيوانات.

## تركيب
في المختبر ، يمكن تحضير الكولين عن طريق مثيلة ثنائي ميثيل إيثانولامين مع كلوريد الميثيل.
يتم إنتاج كلوريد الكولين بكميات كبيرة حيث يقدر الإنتاج العالمي بنحو 160 ألف طن في عام 1999. صناعيًا ، يتم إنتاجه عن طريق تفاعل أكسيد الإيثيلين ، وكلوريد الهيدروجين ، وثلاثي ميثيل أمين،  أو من ملح المُشكل مسبقًا:

## التطبيقات
وهي مادة مضافة مهمة في الأعلاف وبالأخص العلف المخصص للدجاج حيث تسرع النمو. وهو يشكل مذيبًا سهل الانصهار مع اليوريا والإيثيلين جلايكول والجلسرين والعديد من المركبات الأخرى.
كما أنها تستخدم كمادة مضافة للتحكم في الصلصال في السوائل المستخدمة في التكسير الهيدروليكي.

## الأملاح ذات الصلة
الأملاح التجارية الأخرى الكولين هي هيدروكسيد الكولين وكولين بيطرطرات. في المواد الغذائية ، غالبًا ما يوجد المركب في صورة فسفاتيديل كولين.